# Ulrich Brugger
Ulrich Brugger (* 1. April 1947 in Grötzingen) ist ein ehemaliger deutscher Langstreckenläufer.
Bei den Leichtathletik-Halleneuropameisterschaften 1972 in Grenoble gewann er Bronze über 3000 m. Zwei Jahre davor war er bei der Sommer-Universiade 1970 Achter über 5000 m geworden. Insgesamt trat er siebenmal im Nationaltrikot an.
Über 5000 m wurde er 1970 Deutscher Vizemeister. Ebenfalls Vizemeister wurde er 1972 in der Halle über 3000 m.
Ulrich Brugger startete für die Stuttgarter Kickers.

## Persönliche Bestzeiten
- 3000 m: 7:57,0 min, 20. Juni 1971, Warschau
- 5000 m: 13:38,6 min, 12. Juni 1969, Paris